# Neelam Deo

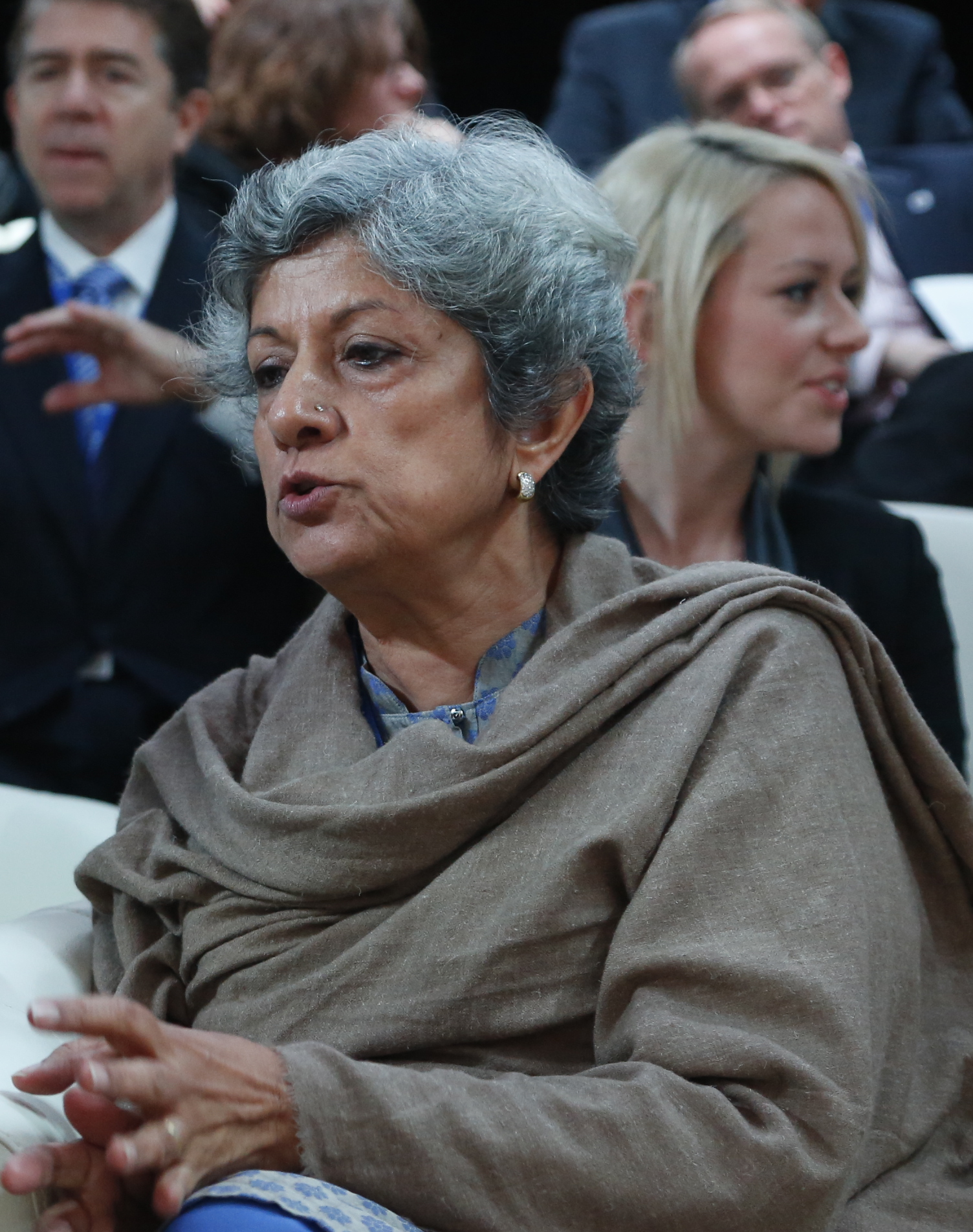
Neelam Deo

Neelam Deo (* vor 1950) ist eine indische Diplomatin im Ruhestand. Unter anderem war sie als Botschafterin in Dänemark und Westafrika tätig.

## Werdegang
Neelam Deo studierte Wirtschaftswissenschaft an der Delhi University und unterrichtete von 1971 bis 1974 an ihrer Universität.
Im Jahr 1975 trat Deo in den Indian Foreign Service IFS ein. Unter anderem war sie später als „Joint Secretary“ am Außenministerin für die Beziehungen zu Bangladesch, Sri Lanka, Myanmar und die Malediven verantwortlich.
Im Jahr 1996 wurde Deo zur Botschafterin in Dänemark ernannt und wechselte von 1999 bis 2002 in gleicher Funktion in die Elfenbeinküste, mit nicht-residierender Akkreditierung in Guinea, Niger und Sierra Leone. Ihre letzte Aufgabe von 2005 bis 2008 war ihre Tätigkeit als Generalkonsulin in New York City.
Im folgenden Jahr schied Deo aus dem Indian Foreign Service und wurde Mitbegründerin des Gateway House – Indian Council on Global Relations. Diese Institution ist eine geopolitische Denkfabrik nach Vorbild des US-amerikanischen Council on Foreign Relations.

## Familie
Neelam Deo ist mit Pramod Deo verheiratet, einem Beamten der indischen Verwaltung. Das Ehepaar hat eine Tochter.